# Активни звучници
Активни звучници, познати још као звучници са уграђеним појачалом су звучници који имају уграђена појачала. Они могу да се повежу директно на конзолу за миксовање или друге изворе слабог сигнала без потребе за спољним појачалом. Активни звучници могу да имају већи квалитет репродукције, мању интемодулациону дисторзију (ИМД), већи динамички опсег о већи ниво звучног притиска (СПЛ) са мање покварених звучника услед тога. У мане спадају теже звучничке кутије, смањену поузданост због активних компонената унутар њих, и неопходан извор струје (осим самог аудио сигнала).
Постоје активни звучници са пасивним или активним аудио скретницама које су уграђене у њих. Активни звучници са уграђеним активним скретницама су широко расптострањени као концертно озвучење и као студијски монитори. Системи кућног биоскопа и додатни аудио нискофреквентни звучници за кућу или аутомобиле користе активне звучнике од касних 1980-их.

## Разлика између пасивних, звучника са појачалом и активних звучника
Термини "са појачалом" и "активни" се користе често под истим значењем, али, разлика постоји између ових термина:
- У пасивном звучничком систему, слаб сигнал се прво појачава од стране спољног појачала пре него што се пошаље на звучнике где се сигнал дели пасивном скретницом на одговарајуће фреквентне опсеге пре него што се позаље појединачним звучничким јединицама. Овакав приступ је уобичајен у кућним аудио системима као и у професионалним концертним аудио системима.
- Звучник са појачалом ради на исти начин као пасивни звучник са разликом да је појачало снаге смештено у кутију звучника. Овакав приступ је чест у малим аудио системима, какви су нпр. системи за појачавање звука преносних аудио уређаја.
- У комплетно активном звучничком систему, свака звучничка јединица има своје појачало. Нискофреквентни аудио сигнал се прво шаље кроз активну скретницу која дели аудио сигнал на одговарајуће фреквентне опсеге пре него што их пошаље појачалима која су повезана са звучницима. Овакав дизајн се често среће код студисјких монитора и професионалних концертних аудио система.[4][5]

Хибридни активни дизајн такође постоји, као нпр. три звучника која су повезана са два унутрашња појачала. У овом случају, активна двосистемска скретница дели аудио сигнал, најчешће у нискофреквентни и високофреквентни опсег. Нискофреквентни звучник је повезан на своје појачало док су средњотонски и високотонцки звучник повезани на заједничко појачало чији је излаз даље подељен на два опсега пасивном скретницом другог реда.

### Интегрисани активни системи
Поједини људи користе термин "активни звучници" за опис интегрисаних "активних система" код којих су пасивни звучници повезани на спољни систем кога чини више појачала повезаних на активну скретницу. Овакви активни звучнички системи могу бити направљени за професионалну концертну опрему као што је био један од првих система JM-3 систем, дизајниран 1971 од стране фирме McCune Audio, или могу бити направљени за висококвалитетно кућно озвучење као што су многи системи фирми Naim Audio и Linn Products.

## Историја
Једни од првих звучника са појачалом су били JBL монитор звучници. Са представљањем уређаја "SE401 Stereo Energizer" 1964. године, било који пар мониторских звучника је могао да се претвори у звучнике са појачалом, тако да је други звучник добијао сигнал са првог. Први студијски монитор с активном скретницом био је OY, направљен 1967. године од стране Клајн-Хумела. То је био хибридни тросистемски дизајн са два унутрашња канала појачала.
Рани пример звучника са уграђеним појачалима за сваку звучничку јединицу понаособ је био Altec 9846B, представљен седамдесетих година 20. века, који је комбиновао пасивни звучник 9846-8A са новим појачалима 771B која су имала 60 Вати снаге за нискофреквентни звучник и 30 Вати снаге за високофреквентни компресиони звучник.
Касних 1970-их година, Paramount Pictures је потписао уговор са АБ системима како би дизајнирали звучник са уграђеним појачалом.
1980-их година, Meyer Sound Laboratories су произвели интегрисани активни двосистемски звучник UPA-1. Користио је активну електронику која је била постављена са спољне стране звучничке кутије, укључујући Мејерову интегрисану активну скретницу са компаратором повратног сигнала које је одређивало ниво ограничавања снаге, често повезано на појачала других фирми. 1990. године Мејер је произвео први звучник са уграђеним појачалом: ХД-1, двосистемски студијски монитор са свом електроником постављеном унутар кутија. Раних 1990-их, након година рада са проблемима пасивних система, посебно променљивим појачањима на другим појачалима, Џон Мејер је одлучио да престане са производњом пасивних звучника и посветио је компанију само активним звучницима. Мејер је рекао да је "унајмио рекламну агенцију која је урадила истраживање о томе како су се људи осећали по питању звучника са појачалом за концертно озвучење након чега се агенција вратила након истраживања и рекла да их нико не жели". Људи који су радили са концертним озвучењем су рекли да не желе звучнике код којих не могу да виде показивече појачала који би им показали да ли звучници раде како треба током концерта. Упркос томе, Мејер је остао одлучан и поризвео MSL-4 1994. године, први звучник са појачалом намењен за концерте. UPA-1 је конвертован у конфигурацију са појачалом унутар звучника 1996. године и остатак Мејерове линије производа је ускоро конвертован.

## Предности и мане

### Квалитет репродукције
Главна предност активних над пасивним системима јесте у већем квалитету репродукције које је повезано са активним скретницама и више појачала, укључујући мање интермодулационе дисторзије, већи динамички опсег и већу излазну снагу. Појачала унутар звучничких кутија могу бити идеално упарена према појединачним звучницима, елиминишући потребу да свако појачало мора да ради у целом фреквентном опсегу. Карактеристике звучника као што су снага и импеданса могу да се прилагоде могућностима појачала. Такође, активни звучници имају веома кратеке звучничке каблове унутар кутија, тако да се врло мало напона и контроле губи наспрам дугачких каблова са великим отпором.
Активни звучници често садрже еквилизацију која је прилагођена сваком фреквентном одзиву звучника у кутији. Ово доводи до равнијег, неутралнијег звука. Ограничавајућа кола (аудио компресија)могу да се уграде у овакве звучнике, што повећава шансу да звучници преживе велике звучне притиске. Таква ограничења морају пажљиво да се упаре са карактеристикама звучника, што доводи до поузданијег система који захтева мање поправки. Детекција дисторзије може да буде додата у електроници како би на време укључила ограничавајућа кола, која смањују излазну дисторзију и елиминишу сечење сигнала.

### Каблови
Пасивни звучници захтевају само један звучнички пар каблова, али активни захтевају два пара: један за аудио сигнал и други за напајање система. За концертне системе који се састоји од више звучничких кутија, каблови за напајање наизменичном струјом су често мањег пречника од еквивалентних звучничких каблова, тако да се користи мање бакра.
Неки произвођачи сада користе високофреквентне радио или у последње време Wi-Fi бежичне пријемнике, тако да звучник захтева само кабл за напајање.

### Тежина
Звучник са појачалима често има већу тежину од еквивалентног пасивног звучника јер унутрашња електроника појачала често има већу тежину од пасивних звучничких скретница у пасивним звучницима. Звучник који ради са спољним активним системом је још лакши јер нема скретницу унутар себе. Лаган звучник може лакше да се преноси и представља мањи терет при преносу концертног материјала авионима. Али активни звучници који користе појачала класе Д су смањила ову разлику.
Транспортовање концертних звучних система укључује све компоненте: рекове појачала, каблове за звучнике и звучничке кутије. Укупна тежина система који се преноси може бити мања за активни систем од пасивног зато што се тешки звучнички каблови мењају лакшим наизменичним кабловима и сигналним кабловима малог пречника. Простор у камионима и теђина су смањени елиминацијом рекова за појачала.

### Цена
Цена великих концертних активних звучничких система је мања од цене еквивалентног пасивног система. Пасивни систем, или интегрисани активни систем са спољном електроником, захтева одвојене компоненте као што су скретнице, еквилајзери, ограничавачи и појачала, сва постављена у котрљајуће рекове. Каблови за пасивне концертне системе су тешки каблови великог пречника, много скупљи од каблова малог пречника за напајање и аудио сигналних каблова малог пречника.
За висококвалитетну примену у кућном аудију, активни звучници коштају више од пасивних звучника због потребе за додатним појачалима.

### Једноставност употребе
У професионалној аудио примени, активни звучници су лакши за коришћење јер елиминишу компликованост тачног намештања фревенција скретница, криви еквилајзера, и граница електронике за ограничавање сигнала. Каблирање није толико једноставно, јер активни звучници захтевају два кабла уместо једног.
У кучном аудиу, пасивни звучник је најлакши за постављање и рад.

## Серво управљани звучници
Укључивањем кола негативне повратне спреге у систем звучника са уграђеним појачалима, дисторзија може доста да се смањи. Уколико се постави на звучничку мембрану, сензор је најчешће акцелерометар. Могуће је посматрати повратну електромоторну силу коју производи звучнички калем док се креће у мегнетном процепу. У сваком случају, специјална појачала су потребна тако да су серво системи углавном системи са уграђеним појачалима.